# جون سيمبسون (عسكري)
جون سيمبسون (بالإنجليزية: John Simpson)‏ هو عسكري أمريكي، ولد في 1 ديسمبر 1748 في ديرفيلد في الولايات المتحدة، وتوفي في 28 أكتوبر 1825.